# Anna Archipova
Anna Archipova, född den 27 juli 1973 i Stavropol, dåvarande Sovjetunionen, är en rysk basketspelare som var med och tog OS-brons 2004 i Aten. Detta var första gången Ryssland tog en medalj i damklassen vid de olympiska baskettävlingarna sedan Sovjettiden.